# Else van Epen-de Groot
Else van Epen-de Groot, geboren als Elsa Antonia de Groot ( Amsterdam, 19 december 1919 – 29 mei 1994), was een Nederlands componiste. 

## Biografie
Op 19 december 1919 kwam Elsa Antonia de Groot ter wereld als dochter van musicus Hugo de Groot en zangeres Mies van Wettum (later bekend als Mia Dorel). 
Ze was de echtgenote van architect Alexander Marius van Epen, met wie ze trouwde op 14 september 1946.
Vier maanden voor dat huwelijk debuteerde Van Epen-de Groot bij de radio met de muziek bij het hoorspel De schoonmaak, een terugblik op een ernstig probleem van Ben Bunders, geregisseerd door Herbert Perquin. Ze ontwikkelde zich tot een veelgevraagde specialist in dit genre. In opdracht van de KRO en de AVRO voorzag ze tientallen hoorspelen van passende muziek. Zo schreef ze de noten bij de langlopende hoorspelserie De Wadders.
Haar vermogen om met muziek de juiste sfeer te treffen leverde haar ook opdrachten op in de filmsector - via samenwerking met Louis van Gasteren en Ytzen Brusse - en op het gebied van de gebruiksmuziek. In die laatste categorie componeerde ze onder de schuilnaam Derek Laren.
Af en toe liet Van Epen-de Groot ook van zich horen in het lichtere genre, bijvoorbeeld met twee liedjes voor het Nationaal Songfestival van 1956 ('t Is lente voor Corry Brokken en Mei in Parijs voor Jetty Paerl), maar ook met Sub-tropica (1962) voor jazzorkest voor het NCRV-tv-programma Muziek voor U, waarin ze het zelf dirigeerde. 
Else van Epen-de Groot overleed 29 mei 1994.

## Composities (selectie)

### Muziek bij hoorspelen
- 1946 (De avonturen van) Alice in Wonderland, tekst: Con Schröders, naar Lewis Carroll
- 1946 De schoonmaak, een terugblik op een ernstig probleem, tekst: Ben Bunders, regie: Herbert Perquin
- 1947 Banden die binden (9 afleveringen), tekst: Jan van Zanen, regie: Léon Povel
- 1947 De brug van San Luis Rey (3 afleveringen), tekst: Thornton Wilder, regie: Herbert Perquin
- 1947 De dood van Mozes (21 afleveringen), tekst: Jean Eijckeler en Louis Lutz, regie: Herbert Perquin
- 1947 De kaarsvlam, tekst: Selma Lagerlöf, vertaling: Ben Heuer, regie: Herbert Perquin
- 1947 Uit de schatkamer van het Oude Testament (21 afleveringen), tekst: Louis Lutz, regie: Herbert Perquin
- 1948 Barabbas
- 1948 De zachtmoedige draak
- 1948 Het lied van Bernadette
- 1948 In die dagen
- 1948 Li jus de Saint Nicholai (Het spel van Sint Nicolaas)
- 1948 Muziek bij bijbels hoorspel Jaweh is God
- 1948 Muziek bij Epiphania
- 1948 Muziek bij Wiegenlied (Canción de Cuna)
- 1949 Alkestis
- 1949 De groene hel
- 1949 De hemelse twistappel
- 1949 De laatste dagen van Pompei (6 afleveringen)
- 1949 De laatste zon
- 1949 Faust
- 1949 Het leven en sterven van Willem van Oranje
- 1952 Koningen in Judea
- 1957/1961 De Wadders (150 afleveringen), tekst: Jan de Cler en Emile Lopez, regie: Jan de Cler
- 1961 Alles op wieltjes, tekst: Toon Rammelt, regie: S. de Vries jr.
- 1968 De kleine prins

### Muziek bij films
- 1952 Bruin goud, bedrijfsfilm van Louis van Gasteren
- 1953 Romance in Enkalon, bedrijfsfilm van Ytzen Brusse
- 1955 Introducing the Netherlands, promotiefilm van Ytzen Brusse in opdracht van de NAVO
- 1960 Stranding, speelfilm van Louis van Gasteren
- 1961 Het huis, korte film van Louis van Gasteren
- 1962 De overval, speelfilm van Paul Rotha
- 1964 D'r is telefoon voor u, bedrijfsfilm van Louis van Gasteren

### Overige composities
- 1956 't Is lente, op een tekst van Alexander Pola
- 1956 Mei in Parijs, op een tekst van Alexander Pola
- 1962 Sub-tropica, voor jazzorkest